# Thrymr (lune)
Pour les articles homonymes, voir Thrym.
Thrymr (S XXX Thrymr) est l'une des lunes de Saturne.
Il fut découvert en 2000 par l'équipe de Brett J. Gladman (désignation temporaire S/2000 S 7).
Il porte le nom de Thrymr, un géant de la mythologie nordique, surtout connu pour avoir volé Mjöllnir à Thor.
Son nom est épelé Thrym par certaines sources ; c'est le nom utilisé dans l'annonce originale (IAUC 8177). Cependant, le Groupe de travail sur la nomenclature du système planétaire (Working Group on Planetary System Nomenclature) de l'UAI décida peu de temps après d'utiliser l'épellation nordique correcte.